# Maaike Head

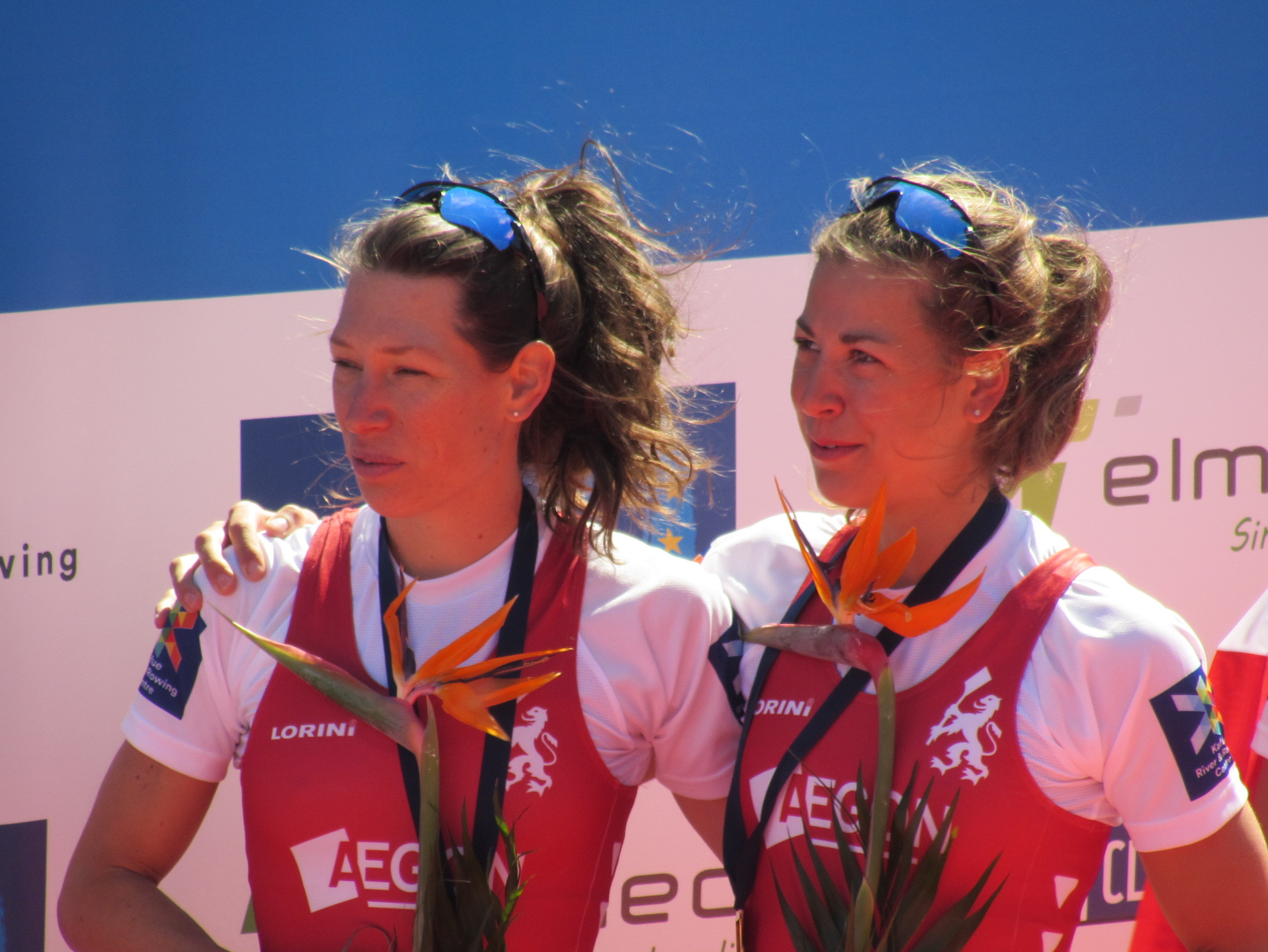
Maaike Head (links) und Ilse Paulis bei der Siegerehrung der Ruder-EM 2016

Maaike Christiane Head (* 11. September 1983 in Amsterdam) ist eine ehemalige niederländische Leichtgewichts-Ruderin und Olympiasiegerin.

## Werdegang
Maaike Head begann erst 2007 mit dem Rudersport. Bei den Weltmeisterschaften 2009 trat sie zusammen mit Rianne Sigmond im Leichtgewichts-Doppelzweier an und belegte den neunten Platz. 2010 rudern die beiden auf den neunten Platz bei den Europameisterschaften und auf den dreizehnten Patz bei den Weltmeisterschaften. Nach einem neunten Platz bei den Weltmeisterschaften 2011 qualifizierten sie sich im Mai 2012 in Luzern mit einem zweiten Platz für die olympische Regatta, in Eton erreichten sie dann den achten Platz.
Bei den Weltmeisterschaften 2013 trat Maaike Head in zwei Bootsklassen an: Mit Elisabeth Woerner erreichte sie den sechsten Platz im Leichtgewichts-Doppelzweier; der Leichtgewichts-Doppelvierer mit Mirte Kraaijkamp, Maaike Head, Rianne Sigmond und Marie-Anne Frenken gewann den Titel. Woerner und Head traten auch bei den Europameisterschaften 2014 zusammen an und belegten den fünften Platz. Bei den Weltmeisterschaften im gleichen Jahr ruderte Maaike Head mit Mirte Kraaijkamp, Elisabeth Woerner und Ilse Paulis im Leichtgewichts-Doppelvierer und verteidigte den Weltmeistertitel. Auch 2015 belegten Woerner und Head im Leichtgewichts-Doppelzweier den fünften Platz bei den Europameisterschaften. Bei den Weltmeisterschaften 2015 traten Maaike Head und Ilse Paulis im Leichtgewichts-Doppelzweier an und verpassten mit dem vierzehnten Platz die direkte Olympiaqualifikation. In die Olympiasaison 2016 starteten Head und Paulis mit einem Sieg bei den Europameisterschaften 2016. Nachdem Paulis und Head sich in Luzern noch für die Olympischen Spiele qualifizieren konnten, gewannen sie die Weltcup-Regatta in Posen. Die beiden Niederländerinnen krönten die Saison 2016 mit dem Gewinn der Goldmedaille bei den Olympischen Spielen 2016. Danach endete Heads internationale Karriere.